# Acanthopsylla eudromiciae
Acanthopsylla eudromiciae är en loppart som beskrevs av Holland 1969. Acanthopsylla eudromiciae ingår i släktet Acanthopsylla och familjen Pygiopsyllidae. Inga underarter finns listade i Catalogue of Life.